# Песни военных лет
Песни военных лет е цикъл от съветски и руски песни, валсове и маршове на военна тематика, предимно от времето на Великата Отечествена война.
| „ | Песните от военните години с право могат да се нарекат музикални летописи на Великата отечествена война. Те звучаха буквално от първия до последния ден на войната. Песните се раждаха на фронта и в тила, вдигаха бойците в атака, стопляха сърцето в покой, помогнаха да оцелеят, да оцелеят и да чакат близки онези, които останаха при машините и на полето.Те бяха необходими на войниците от първите ешелони, които отидоха на фронта, първите наборници и доброволци, милициите се тълпят на сборните пунктове. | “ |

Най-старата от композициите на руски военни песни, е датирана от X век. Благодарение на песента „В великом Нове-городе стоят мужи новгородские...“, достигнала до съвремието от XIV век, историците научават за участието на Нижни Новгородски полкове в Куликовската битка. Създадените традиции са продължени и дори е създадена специална песенна комисия през 1886 г. под егидата на Руското географско дружество, чиито задължения между другото са да бъдат издирвани казашки народни песни, които впоследствие да бъдат публикувани.

## Популярни изпълнители
- Александър Градски
- Аркадий Северни
- Булат Окуджава
- Владимир Висоцки
- Дмитрий Хворостовски
- Елена Ваенга
- Йосиф Кобзон
- Червенознаменен ансамбъл на красноармейската песен и пляска на СССР
- Кубански казашки хор
- Людмила Гурченко
- Лев Лешченко
- Лидия Русланова
- Марк Бернес[4]
- Михаил Гулко
- Михаил Ножкин
- Оркестър на министерството на отбраната на СССР
- Оркестър на щаба на Ленинградския военен окръг
- Хор на Сретенския манастир

## Популярни песни
- Белорусский вокзал
- Враги сожгли родную хату
- День Победы
- Дорога на Берлин
- Девятая рота
- Журавли
- Катюша
- Катюша фронтовая
- Ленинградки
- Мгновения
- Марш защитников Москвы
- На безымянной высоте
- Он не вернулся из боя
- Свещенная война
- Соловьи
- Смуглянка
- Белеет ли в поле пороша...
- Синий платочек
- Прощание славянки
- Поручик Голицин
- Последний бой
- Три танкиста
- Бери шинель, пошли домой
- Когда мы были на войне…